# 第37回社会人野球日本選手権大会予選
第37回社会人野球日本選手権大会予選は、第37回社会人野球日本選手権大会の出場チームを決定するために行われた予選および各種大会の結果をまとめたものである。

## 第35回全日本クラブ野球選手権大会
- 1回戦

横浜金港クラブ　4－2　水沢駒形野球倶楽部
松山フェニックス　3－1　佐久コスモスターズ硬式野球クラブ
ガッツ全栃木野球クラブ　3－2　函館太洋倶楽部
大和高田クラブ　10－0　ノースアジア大校友クラブ
所沢グリーンベースボールクラブ　6－4　高田クラブ
エイデン愛工大OB BLITZ　8－0　和歌山箕島球友会
新日鉄大分ベースボールクラブ　3－2　全足利クラブ
福井ミリオンドリームズ　9－2　ゴールデンリバース
- 2回戦

松山フェニックス　1－0　横浜金港クラブ
大和高田クラブ　6－1　ガッツ全栃木野球クラブ
所沢グリーンベースボールクラブ　9－8　エイデン愛工大OB BLITZ
福井ミリオンドリームズ　3－1　新日鉄大分ベースボールクラブ
- 準決勝

大和高田クラブ　6－2　松山フェニックス
所沢グリーンベースボールクラブ　5－1　福井ミリオンドリームズ
- 決勝

所沢グリーンベースボールクラブ　5－1　大和高田クラブ
所沢グリーンベースボールクラブが本戦出場

## 日本選手権対象大会

### 第65回JABA東京スポニチ大会
- 予選リーグAブロック

第1戦　三菱重工横浜　5－1　かずさマジック
第2戦　NTT東日本　7－4　JR九州
第3戦　三菱重工横浜　5－2　NTT東日本
第4戦　JR九州　4－3　かずさマジック
第5戦　NTT東日本　8－1　かずさマジック
第6戦　JR九州　5－1　三菱重工横浜
- 予選リーグBブロック

第1戦　富士重工業　3－3　日本新薬
第2戦　JR東日本　8－1　ヤマハ
第3戦　富士重工業　3－3　ヤマハ
第4戦　日本新薬　3－2　JR東日本
第5戦　富士重工業　11－1　JR東日本
第6戦　ヤマハ　6－4　日本新薬
- 予選リーグCブロック

第1戦　Honda　1－1　鷺宮製作所
第2戦　西濃運輸　7－4　NTT西日本
第3戦　NTT西日本　1－0　鷺宮製作所
第4戦　Honda　5－0　西濃運輸
第5戦　NTT西日本　2－0　Honda
第6戦　西濃運輸　10－2　鷺宮製作所
- 予選リーグDブロック

第1戦　新日本石油ENEOS　4－2　JR東日本東北
第2戦　日本通運　8－0　明治安田生命
第3戦　新日本石油ENEOS　9－0　明治安田生命
第4戦　JR東日本東北　4－2　日本通運
第5戦　新日本石油ENEOS　6－2　日本通運
第6戦　JR東日本東北　6－3　明治安田生命
- 準決勝

富士重工業　2－1　JR九州
新日本石油ENEOS　6－5　西濃運輸
- 決勝

富士重工業　4－1　新日本石油ENEOS
富士重工業が本戦出場

### 第58回JABA静岡大会
- 予選リーグAブロック

第1戦　ヤマハ　2－2　TDK
第2戦　セガサミー　10－4　東海REX
第3戦　セガサミー　5－1　ヤマハ
第4戦　東海REX　8－1　TDK
第5戦　東海REX　5－5　ヤマハ
第6戦　TDK　1－0　セガサミー
- 予選リーグBブロック

第1戦　トヨタ自動車　7－0　NTT信越硬式野球クラブ
第2戦　住友金属鹿島　4－3　王子製紙
第3戦　トヨタ自動車　3－0　住友金属鹿島
第4戦　王子製紙　4－2　NTT信越硬式野球クラブ
第5戦　住友金属鹿島　7－0　NTT信越硬式野球クラブ
第6戦　王子製紙　1－0　トヨタ自動車
- 予選リーグCブロック

第1戦　NTT東日本　7－4　三菱自動車岡崎
第2戦　Honda　4－2　JR東海
第3戦　三菱自動車岡崎　3－0　Honda
第4戦　JR東海　6－1　NTT東日本
第5戦　三菱自動車岡崎　7－1　JR東海
第6戦　NTT東日本　0－0　Honda
- 予選リーグDブロック

第1戦　Honda鈴鹿　3－1　新日本石油ENEOS
第2戦　三菱重工名古屋　2－0　沖縄電力
第3戦　沖縄電力　2－2　Honda鈴鹿
第4戦　新日本石油ENEOS　4－2　三菱重工名古屋
第5戦　沖縄電力　2－1　新日本石油ENEOS
第6戦　三菱重工名古屋　8－6　Honda鈴鹿
- 準決勝

セガサミー　9－1　トヨタ自動車
三菱自動車岡崎　2－1　三菱重工名古屋
- 決勝

セガサミー　3－0　三菱自動車岡崎
セガサミーが本戦出場

### 第40回JABA四国大会
- 予選リーグAブロック

第1戦　JR九州　6－1　三菱重工広島
第2戦　四国銀行　1－1　東邦ガス
第3戦　JR九州　1－0　東邦ガス
第4戦　三菱重工広島　6－2　四国銀行
第5戦　JR九州　2－1　四国銀行
第6戦　三菱重工広島　4－3　東邦ガス
- 予選リーグBブロック

第1戦　鷺宮製作所　3－0　パナソニック
第2戦　JR四国　3－0　ワイテック
第3戦　パナソニック　1－0　ワイテック
第4戦　鷺宮製作所　2－1　JR四国
第5戦　JR四国　6－6　パナソニック
第6戦　鷺宮製作所　6－2　ワイテック
- 予選リーグCブロック

第1戦　日本新薬　2－0　松山フェニックス
第2戦　三菱重工長崎　5－4　かずさマジック
第3戦　三菱重工長崎　2－2　日本新薬
第4戦　かずさマジック　8－1　松山フェニックス
第5戦　かずさマジック　11－3　日本新薬
第6戦　三菱重工長崎　11－0　松山フェニックス
- 準決勝

JR九州　2－1　鷺宮製作所
三菱重工長崎　3－0　かずさマジック
- 決勝

JR九州　6－1　三菱重工長崎
JR九州が本戦出場

### 第34回JABA日立市長杯争奪大会
- 予選リーグAブロック

第1戦　セガサミー　7－4　日立製作所
第2戦　Honda鈴鹿　8－5　東芝
第3戦　Honda鈴鹿　7－2　日立製作所
第4戦　東芝　3－0　セガサミー
第5戦　東芝　4－3　日立製作所
第6戦　Honda鈴鹿　6－2　セガサミー
- 予選リーグBブロック

第1戦　三菱重工神戸　6－3　住友金属鹿島
第2戦　JFE東日本　14－3　宮崎梅田学園
第3戦　JFE東日本　3－1　三菱重工神戸
第4戦　住友金属鹿島　12－0　宮崎梅田学園
第5戦　三菱重工神戸　4－1　宮崎梅田学園
第6戦　住友金属鹿島　3－1　JFE東日本
- 予選リーグCブロック

第1戦　ヤクルト　2－0　JR東日本東北
第2戦　東京ガス　4－3　三菱自動車岡崎
第3戦　ヤクルト　4－0　三菱自動車岡崎
第4戦　JR東日本東北　3－1　東京ガス
第5戦　三菱自動車岡崎　7－1　JR東日本東北
第6戦　ヤクルト　3－1　東京ガス
※ ヤクルトはCブロック1位として決勝トーナメント出場権を獲得したが、日程順延に伴いイースタンリーグ公式戦と重複し、決勝トーナメント出場を辞退。リーグ2位の三菱自動車岡崎が繰り上げ出場。
- 準決勝

JFE東日本　5－3　Honda鈴鹿
三菱重工神戸　3－0　三菱自動車岡崎
- 決勝

JFE東日本　5－1　三菱重工神戸
JFE東日本が本戦出場

### 第54回JABA岡山大会
- 予選リーグAブロック

第1戦　シティライト岡山　5－2　Honda熊本
第2戦　西濃運輸　4－0　三菱重工三原
第3戦　三菱重工三原　1－1　Honda熊本
第4戦　シティライト岡山　2－1　西濃運輸
第5戦　西濃運輸　7－2　Honda熊本
第6戦　シティライト岡山　3－2　三菱重工三原
- 予選リーグBブロック

第1戦　三菱重工横浜　2－1　新日鉄広畑
第2戦　三菱自動車倉敷オーシャンズ　5－3　伯和ビクトリーズ
第3戦　新日鉄広畑　4－1　三菱自動車倉敷オーシャンズ
第4戦　三菱重工横浜　2－0　伯和ビクトリーズ
第5戦　三菱重工横浜　7－0　三菱自動車倉敷オーシャンズ
第6戦　新日鉄広畑　2－0　伯和ビクトリーズ
- 予選リーグCブロック

第1戦　JR北海道　2－1　九州三菱自動車
第2戦　JFE西日本　4－0　ニチダイ
第3戦　JR北海道　6－3　JFE西日本
第4戦　九州三菱自動車　3－1　ニチダイ
第5戦　JR北海道　3－2　ニチダイ
第6戦　JFE西日本　7－0　九州三菱自動車
- 予選リーグDブロック

第1戦　東海理化　8－2　日本生命
第2戦　三菱重工広島　4－3　JR四国
第3戦　三菱重工広島　2－2　日本生命
第4戦　JR四国　2－0　東海理化
第5戦　三菱重工広島　2－0　東海理化
第6戦　日本生命　4－3　JR四国
- 準決勝

三菱重工横浜　4－0　シティライト岡山
JR北海道　4－0　三菱重工広島
- 決勝

JR北海道　5－3　三菱重工横浜
JR北海道が本戦出場

### 第53回JABA長野県知事旗争奪大会
- 予選リーグAブロック

第1戦　富士重工業　2－1　七十七銀行
第2戦　東海REX　4－4　信越硬式野球クラブ
第3戦　富士重工業　3－2　信越硬式野球クラブ
第4戦　七十七銀行　6－1　東海REX
第5戦　富士重工業　1－0　東海REX
第6戦　七十七銀行　5－3　信越硬式野球クラブ
- 予選リーグBブロック

第1戦　トヨタ自動車　11－4　フェデックス
第2戦　NTT東日本　11－0　バイタルネット
第3戦　トヨタ自動車　3－2　NTT東日本
第4戦　フェデックス　11－1　バイタルネット
第5戦　トヨタ自動車　10－0　バイタルネット
第6戦　NTT東日本　8－1　フェデックス
- 予選リーグCブロック

第1戦　NTT西日本　5－0　伏木海陸運送
第2戦　JR東日本　9－3　王子製紙
第3戦　JR東日本　4－4　NTT西日本
第4戦　王子製紙　9－2　伏木海陸運送
第5戦　王子製紙　6－1　NTT西日本
第6戦　JR東日本　9－0　伏木海陸運送
- 準決勝

富士重工業　2－1　トヨタ自動車
NTT東日本　5－2　JR東日本
- 決勝

NTT東日本　3－2　富士重工業
NTT東日本が本戦出場

### 第62回JABA京都大会
- 予選リーグAブロック

第1戦　三菱重工名古屋　4－1　日本新薬
第2戦　JFE西日本　2－1　日本生命
第3戦　JFE西日本　1－0　日本新薬
第4戦　日本生命　4－3　三菱重工名古屋
第5戦　日本生命　7－5　日本新薬
第6戦　三菱重工名古屋　6－4　JFE西日本
- 予選リーグBブロック

第1戦　JFE東日本　2－1　新日鉄広畑
第2戦　ヤマハ　2－0　パナソニック
第3戦　ヤマハ　5－0　新日鉄広畑
第4戦　JFE東日本　1－0　パナソニック
第5戦　新日鉄広畑　6－4　パナソニック
第6戦　ヤマハ　1－1　JFE東日本
- 予選リーグCブロック

第1戦　三菱重工神戸　5－1　沖縄電力
第2戦　セガサミー　4－0　大阪ガス
第3戦　セガサミー　3－1　三菱重工神戸
第4戦　大阪ガス　3－0　沖縄電力
第5戦　大阪ガス　2－0　三菱重工神戸
第6戦　セガサミー　7－4　沖縄電力
- 予選リーグDブロック

第1戦　ニチダイ　2－2　シティライト岡山
第2戦　NTT西日本　3－2　三菱重工横浜
第3戦　三菱重工横浜　2－0　ニチダイ
第4戦　NTT西日本　4－2　シティライト岡山
第5戦　NTT西日本　3－2　ニチダイ
第6戦　三菱重工横浜　3－0　シティライト岡山
- 準決勝

ヤマハ　8－1　三菱重工名古屋
セガサミー　2－0　NTT西日本
- 決勝

ヤマハ　6－4　セガサミー
ヤマハが本戦出場

### 第64回JABAベーブルース杯争奪大会
- 予選リーグAブロック

第1戦　西濃運輸　3－2　伏木海陸運送
第2戦　明治安田生命　6－4　ツネイシ
第3戦　伏木海陸運送　3－2　明治安田生命
第4戦　西濃運輸　1－0　ツネイシ
第5戦　ツネイシ　7－6　伏木海陸運送
第6戦　西濃運輸　1－1　明治安田生命
- 予選リーグBブロック

第1戦　住友金属鹿島　6－4　東邦ガス
第2戦　Honda鈴鹿　5－5　日本製紙石巻
第3戦　東邦ガス　4－3　Honda鈴鹿
第4戦　住友金属鹿島　4－2　日本製紙石巻
第5戦　Honda鈴鹿　11－7　住友金属鹿島
第6戦　東邦ガス　3－1　日本製紙石巻
- 予選リーグCブロック

第1戦　中日　6－1　大和高田クラブ
第2戦　日本通運　3－2　三菱自動車岡崎
第3戦　中日　9－0　三菱自動車岡崎
第4戦　日本通運　5－4　大和高田クラブ
第5戦　中日　4－2　日本通運
第6戦　三菱自動車岡崎　6－3　大和高田クラブ
- 準決勝

西濃運輸　7－1　住友金属鹿島
中日　3－1　東邦ガス
- 決勝

中日　11－2　西濃運輸
中日は日本選手権出場権を有しないため、準優勝の西濃運輸が所属する東海地区の最終予選出場枠1増

### 第64回JABA九州大会
- 予選リーグAブロック

第1戦　東京ガス　5－4　JR東海
第2戦　沖縄電力　1－1　沖データ・コンピュータ教育学院
第3戦　沖縄電力　2－1　東京ガス
第4戦　JR東海　14－0　沖データ・コンピュータ教育学院
第5戦　東京ガス　11－2　沖データ・コンピュータ教育学院
第6戦　沖縄電力　9－2　JR東海
- 予選リーグBブロック

第1戦　東芝　3－0　パナソニック
第2戦　三菱重工長崎　3－2　Honda熊本
第3戦　三菱重工長崎　1－0　パナソニック
第4戦　東芝　3－2　Honda熊本
第5戦　Honda熊本　4－2　パナソニック
第6戦　三菱重工長崎　2－1　東芝
- 予選リーグCブロック

第1戦　日立製作所　1－0　日本生命
第2戦　JR九州　4－1　三菱自動車倉敷オーシャンズ
第3戦　日本生命　8－0　三菱自動車倉敷オーシャンズ
第4戦　JR九州　9－2　日立製作所
第5戦　日立製作所　9－6　三菱自動車倉敷オーシャンズ
第6戦　JR九州　4－0　日本生命
- 予選リーグDブロック

第1戦　トヨタ自動車　8－1　Honda
第2戦　九州三菱自動車　3－2　熊本ゴールデンラークス
第3戦　Honda　9－0　九州三菱自動車
第4戦　熊本ゴールデンラークス　6－3　トヨタ自動車
第5戦　Honda　6－3　熊本ゴールデンラークス
第6戦　トヨタ自動車　2－1　九州三菱自動車
- 準決勝

三菱重工長崎　8－5　沖縄電力
トヨタ自動車　4－0　JR九州
- 決勝

三菱重工長崎　8－3　トヨタ自動車
三菱重工長崎が本戦出場

### 第42回JABA東北大会
- 予選リーグAブロック

第1戦　富士重工業　3－2　JR東日本東北
第2戦　東邦ガス　2－1　鷺宮製作所
第3戦　富士重工業　3－2　鷺宮製作所
第4戦　東邦ガス　5－1　JR東日本東北
第5戦　東邦ガス　3－0　富士重工業
第6戦　鷺宮製作所　6－1　JR東日本東北
- 予選リーグBブロック

第1戦　新日本石油ENEOS　2－1　大阪ガス
第2戦　TDK　4－3　日本製紙石巻
第3戦　大阪ガス　8－0　日本製紙石巻
第4戦　新日本石油ENEOS　2－0　TDK
第5戦　新日本石油ENEOS　5－2　日本製紙石巻
第6戦　大阪ガス　1－1　TDK
- 予選リーグCブロック

第1戦　バイタルネット　4－3　日本通運
第2戦　JR北海道　4－2　七十七銀行
第3戦　七十七銀行　7－2　バイタルネット
第4戦　日本通運　7－4　JR北海道
第5戦　バイタルネット　5－1　JR北海道
第6戦　七十七銀行　2－1　日本通運
- 準決勝

新日本石油ENEOS　6－3　東邦ガス
七十七銀行　1－0　バイタルネット
- 決勝

新日本石油ENEOS　2－0　七十七銀行
新日本石油ENEOSが本戦出場

### 第53回JABA北海道大会
- 予選リーグAブロック

第1戦　三菱重工神戸　1－1　七十七銀行
第2戦　トヨタ自動車　5－4　日立製作所
第3戦　七十七銀行　1－1　日立製作所
第4戦　三菱重工神戸　3－0　トヨタ自動車
第5戦　三菱重工神戸　6－2　日立製作所
第6戦　トヨタ自動車　17－3　七十七銀行
- 予選リーグBブロック

第1戦　日本通運　9－3　JR東日本
第2戦　日本製紙石巻　3－1　航空自衛隊千歳
第3戦　日本通運　5－5　日本製紙石巻
第4戦　JR東日本　6－0　航空自衛隊千歳
第5戦　JR東日本　4－1　日本製紙石巻
第6戦　日本通運　8－2　航空自衛隊千歳
- 予選リーグCブロック

第1戦　三菱重工横浜　6－4　NTT西日本
第2戦　JR北海道　3－2　東邦ガス
第3戦　JR北海道　4－3　NTT西日本
第4戦　三菱重工横浜　1－0　東邦ガス
第5戦　東邦ガス　7－2　NTT西日本
第6戦　JR北海道　2－1　三菱重工横浜
- 準決勝

日本通運　6－3　三菱重工神戸
トヨタ自動車　1－0　JR北海道
- 決勝

トヨタ自動車　10－6　日本通運
トヨタ自動車が本戦出場

## 地区最終予選

### 北海道地区
- 代表決定リーグ戦

第1戦　室蘭シャークス　2－0　航空自衛隊千歳
第2戦　室蘭シャークス　8－0　函館太洋倶楽部
室蘭シャークスが本戦出場

### 東北地区
- 1回戦

七十七銀行　30－0　自衛隊青森
- 2回戦

七十七銀行　3－1　TDK
フェズント岩手　4－3　日本製紙石巻
JR東日本東北　3－0　きらやか銀行
JR秋田　7－4　JR盛岡
- 準決勝

七十七銀行　6－4　フェズント岩手
JR東日本東北　9－1　JR秋田
- 代表決定戦

七十七銀行　0－0　JR東日本東北
- 代表決定戦再試合

JR東日本東北　2－1　七十七銀行
JR東日本東北が本戦出場

### 北信越地区
- 予選リーグAブロック

第1戦　信越硬式野球クラブ　6－5　フェデックス
第2戦　信越硬式野球クラブ　8－2　JR新潟
第3戦　フェデックス　14－1　JR新潟
- 予選リーグBブロック

第1戦　伏木海陸運送　3－1　佐久コスモスターズ硬式野球クラブ
第2戦　バイタルネット　2－0　佐久コスモスターズ硬式野球クラブ
第3戦　伏木海陸運送　5－4　バイタルネット
- 準決勝

バイタルネット　2－0　信越硬式野球クラブ
伏木海陸運送　5－3　フェデックス
- 代表決定戦

伏木海陸運送　5－3　バイタルネット
伏木海陸運送が本戦出場

### 関東地区
- 1回戦

明治安田生命　8－0　JR水戸
鷺宮製作所　1－0　日立製作所
かずさマジック　14－0　東京スポーツ・レクリエーション専門学校
Honda　18－0　日本ウェルネススポーツ専門学校
日本通運　2－1　東京ガス
三菱重工横浜　7－0　JR千葉
- 代表決定戦

明治安田生命　6－3　鷺宮製作所
かずさマジック　1－0　JR東日本
日本通運　2－1　Honda
三菱重工横浜　6－3　住友金属鹿島
明治安田生命、かずさマジック、日本通運、三菱重工横浜が本戦出場

### 東海地区
- 1回戦

三菱自動車岡崎　3－1　Honda鈴鹿
西濃運輸　7－0　日本プロスポーツ専門学校
ジェイプロジェクト　3－2　JR東海
- 2回戦

東邦ガス　3－1　三菱自動車岡崎
三菱重工名古屋　2－0　西濃運輸
東海理化　8－3　東海REX
王子製紙　5－1　ジェイプロジェクト
- 敗者復活1回戦

西濃運輸　4－2　Honda鈴鹿
JR東海　5－4　東海REX
ジェイプロジェクト　4－1　日本プロスポーツ専門学校
- 敗者復活2回戦

三菱自動車岡崎　3－2　西濃運輸
JR東海　4－3　ジェイプロジェクト
- 代表決定戦

三菱重工名古屋　12－4　東邦ガス
王子製紙　2－1　東海理化
- 敗者復活代表決定戦

三菱自動車岡崎　3－0　東海理化
東邦ガス　2－1　JR東海
三菱重工名古屋、王子製紙、三菱自動車岡崎、東邦ガスが本戦出場

### 近畿地区
- 1回戦

パナソニック　3－2　履正社学園
MTT西日本　7－0　関西メディカルスポーツ学院
ニチダイ　5－1　島津製作所
日本新薬　6－0　トータル阪神
大阪ガス　4－0　甲賀健康医療専門学校
日本生命　4－0　和歌山箕島球友会
三菱重工神戸　2－1　大和高田クラブ
- 敗者復活1回戦

履正社学園　7－6　関西メディカルスポーツ学院
トータル阪神　4－0　甲賀健康医療専門学校
大和高田クラブ　9－2　和歌山箕島球友会
- 2回戦

パナソニック　2－0　新日鉄広畑
NTT西日本　3－0　ニチダイ
大阪ガス　3－2　日本新薬
三菱重工神戸　1－0　日本生命
- 敗者復活2回戦

日本新薬　8－0　履正社学園
日本生命　12－7　島津製作所
ニチダイ　3－1　トータル阪神
新日鉄広畑　4－1　大和高田クラブ
- 敗者復活3回戦

日本新薬　4－1　日本生命
新日鉄広畑　10－3　ニチダイ
- 代表決定戦

パナソニック　2－0　NTT西日本
大阪ガス　2－0　三菱重工神戸
- 敗者復活代表決定戦

日本新薬　2－0　NTT西日本
新日鉄広畑　4－3　三菱重工神戸
パナソニック、大阪ガス、日本新薬、新日鉄広畑が本戦出場

### 中国地区
- 1回戦

三菱自動車倉敷オーシャンズ　10－0　日本ウェルネススポーツ専門学校広島校
光シーガルズ　3－0　ワイテック
- 2回戦

三菱重工広島　4－2　三菱自動車倉敷オーシャンズ
JFE西日本　5－4　シティライト岡山
三菱重工三原　14－12　ツネイシ
伯和ビクトリーズ　2－0　光シーガルズ
- 敗者復活1回戦

シティライト岡山　4－3　ワイテック
ツネイシ　8－1　日本ウェルネススポーツ専門学校広島校
- 敗者復活2回戦

シティライト岡山　4－3　三菱自動車倉敷オーシャンズ
ツネイシ　2－0　光シーガルズ
- 準決勝

JFE西日本　7－3　三菱重工広島
伯和ビクトリーズ　5－1　三菱重工三原
- 敗者復活3回戦

三菱重工三原　2－1　シティライト岡山
三菱重工広島　4－0　ツネイシ
- 敗者復活4回戦

三菱重工三原　5－4　三菱重工広島
- 代表決定戦

JFE西日本　6－0　伯和ビクトリーズ
- 敗者復活代表決定戦

伯和ビクトリーズ　7－1　三菱重工三原
JFE西日本、伯和ビクトリーズが本戦出場

### 四国地区
- 代表決定対抗戦（3勝先勝）

第1戦　四国銀行　5－4　JR四国
第2戦　四国銀行　4－0　JR四国
第3戦　四国銀行　3－2　JR四国
四国銀行が本戦出場

### 九州地区
- 1回戦

エナジック　3－1　沖データ・コンピュータ教育学院
宮崎梅田学園　3－2　日本ウェルネススポーツ専門学校北九州校
苅田ビクトリーズベースボールクラブ　9－1　てるクリニック
宮崎福祉医療カレッジ　9－6　九州総合スポーツカレッジ
- 2回戦

九州三菱自動車　1－0　エナジック
熊本ゴールデンラークス　10－0　宮崎梅田学園
苅田ビクトリーズベースボールクラブ　2－1　沖縄電力
Honda熊本　14－1　宮崎福祉医療カレッジ
- 敗者復活1回戦

沖縄電力　5－1　沖データ・コンピュータ教育学院
宮崎福祉医療カレッジ　5－2　日本ウェルネススポーツ専門学校北九州校
エナジック　3－2　てるクリニック
宮崎梅田学園　5－1　九州総合スポーツカレッジ
- 敗者復活2回戦

沖縄電力　7－0　宮崎福祉医療カレッジ
エナジック　6－5　宮崎梅田学園
- 準決勝

九州三菱自動車　8－3　熊本ゴールデンラークス
苅田ビクトリーズベースボールクラブ　3－2　Honda熊本
- 敗者復活3回戦

沖縄電力　9－3　熊本ゴールデンラークス
Honda熊本　10－6　エナジック
- 敗者復活4回戦

沖縄電力　4－3　Honda熊本
- 代表決定戦

九州三菱自動車　2－1　苅田ビクトリーズベースボールクラブ
- 敗者復活代表決定戦

沖縄電力　7－2　苅田ビクトリーズベースボールクラブ
九州三菱自動車、沖縄電力が本戦出場